# Paramastacides gracilipes
Paramastacides gracilipes är en insektsart som först beskrevs av Bolívar, C. 1930.  Paramastacides gracilipes ingår i släktet Paramastacides och familjen Mastacideidae. Inga underarter finns listade i Catalogue of Life.